# Кюрюнская епархия
Кюрюнская (Кюринская) епархия Киликийского патриархата Армянской Апостольской церкви (арм. Հայ Առաքելական եկեղեցու Կիլիկիայի պատրիարքության Կյուրյունի թեմ) — упразднённая после Геноцида армян 1915 года епископская епархия Армянской Апостольской церкви, бывшая в составе Киликийского патриархата с центром в городе Гюрюн.
В юрисдикцию Кюрюнской епархии входили территории Кюринской и Гангальской каз Османской империи. По данным на 1911 год количество верующих Армянской Апостольской церкви — 17.000, общин — 11, также верующих армян-протестантов — 1.000, верующих Армянской Католической церкви — 500. 
Епархия имела 16 церквей.